# Het Grote Songfestivalfeest
Het Grote Songfestivalfeest è stato un programma televisivo olandese andato in onda il 1º gennaio 2020 trasmettendo un concerto tenutosi presso lo Ziggo Dome di Amsterdam il 15 dicembre 2019, in occasione della vittoria dei Paesi Bassi all'Eurovision Song Contest 2019. Il concerto, prodotto da AVROTROS e PilotStudio, è stato trasmesso nella serata del giorno di Capodanno del 2020 su NPO 3.
La seconda edizione del programma sarà trasmessa per la prima volta, come compilation degli highlights, nel Regno Unito il 1º gennaio 2023 su BBC One in occasione dell'Eurovision Song Contest 2023 tenutosi a Liverpool, seguita da una trasmissione completa nei Paesi Bassi su NPO 3 tre giorni dopo.

## Organizzazione

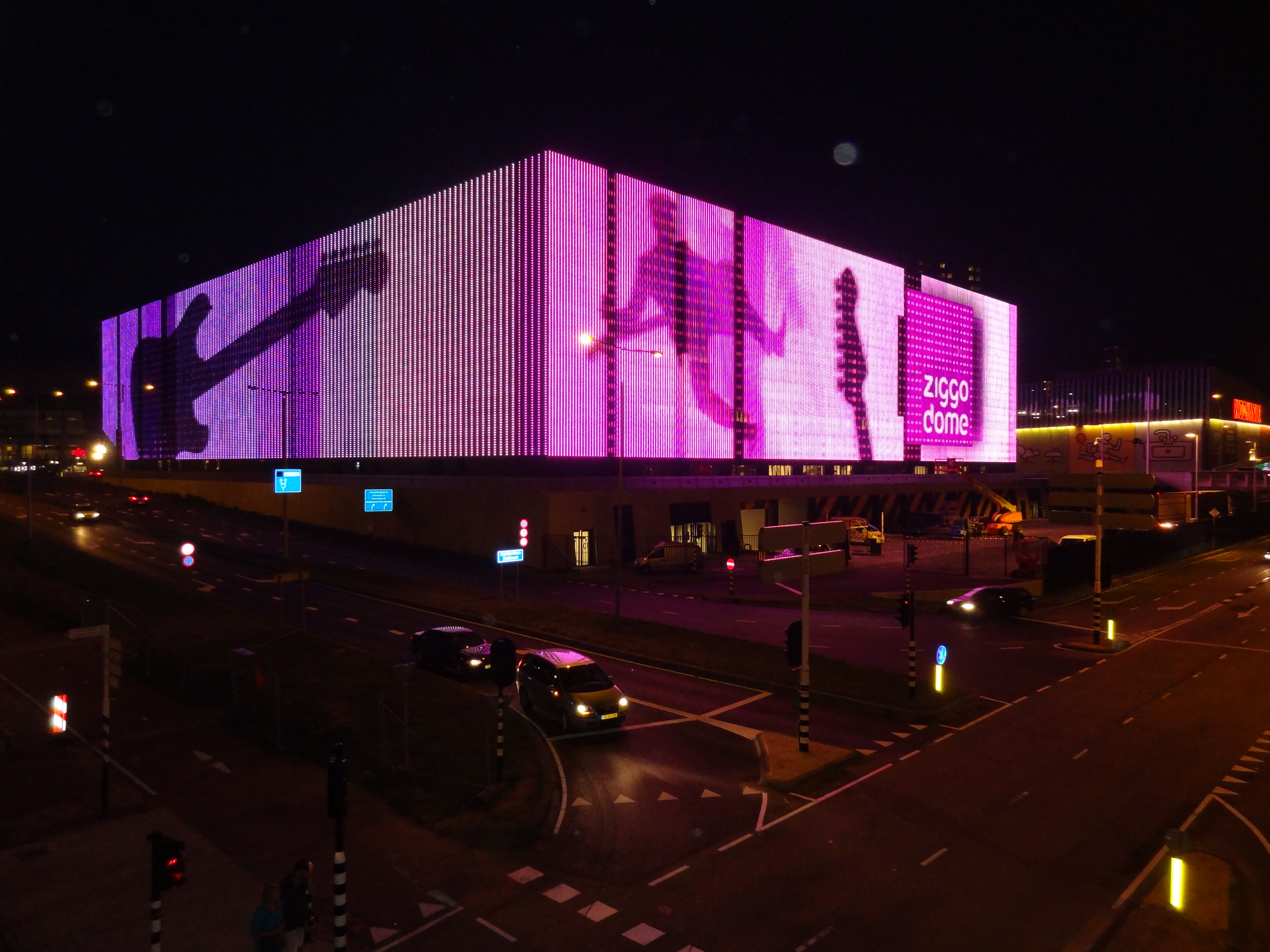
Lo Ziggo Dome di Amsterdam

Il concerto è stato ospitato dallo Ziggo Dome, un'arena coperta di Amsterdam, ed è stato presentato da Edsilia Rombley e Cornald Maas, accompagnati da Buddy Vedder, Tim Douwsma ed Emma Wortelboer. I biglietti per il concerto dal vivo sono stati venduti attraverso Ticketmaster a partire dal 26 settembre 2019.
Sono stati invitati a partecipare concorrenti e vincitori delle passate edizioni dell'Eurovision Song Contest.

## Partecipanti

### Prima edizione
| #  | Paese       | Lingua                       | Artista            | Brano                    | Anno |
| -- | ----------- | ---------------------------- | ------------------ | ------------------------ | ---- |
| 1  | Russia      | Inglese                      | Sergej Lazarev     | You Are the Only One     | 2016 |
| 2  | Ucraina     | Inglese, ucraino             | Ruslana            | Wild Dances              | 2004 |
| 3  | Svezia      | Inglese                      | Charlotte Perrelli | Hero                     | 2008 |
| 4  | Israele     | Ebraico                      | Dana International | Diva                     | 1998 |
| 5  | Russia      | Inglese                      | Sergej Lazarev     | Scream                   | 2019 |
| 6  | Israele     | Ebraico                      | Izhar Cohen        | A-Ba-Ni-Bi               | 1978 |
| 7  | Belgio      | Francese                     | Sandra Kim         | J'aime la vie            | 1986 |
| 8  | Francia     | Francese                     | Marie Myriam       | L'oiseau et l'enfant     | 1977 |
| 9  | Lussemburgo | Francese                     | Anne-Marie David   | Tu te reconnaîtras       | 1973 |
| 10 | Lussemburgo | Francese                     | Corinne Hermès     | Si la vie est cadeau     | 1983 |
| 11 | Paesi Bassi | Olandese                     | Edsilia Rombley    | Hemel en aarde           | 1998 |
| 11 | Paesi Bassi | Inglese                      | Edsilia Rombley    | On Top of the World      | 2007 |
| 12 | Paesi Bassi | Olandese                     | Marlayne & Mandy   | Alles heeft ritme        | 1986 |
| 12 | Svezia      | Inglese                      | Marlayne & Mandy   | One Good Reason          | 1999 |
| 12 | Svezia      | Inglese                      | Marlayne & Mandy   | Waterloo                 | 1974 |
| 13 | Paesi Bassi | Inglese                      | Getty Kaspars      | Ding-a-dong              | 1975 |
| 14 | Danimarca   | Inglese                      | Emmelie de Forest  | Only Teardrops           | 2013 |
| 15 | Irlanda     | Inglese                      | Niamh Kavanagh     | In Your Eyes             | 1993 |
| 16 | Irlanda     | Inglese                      | Eimear Quinn       | The Voice                | 1996 |
| 17 | Svezia      | Inglese                      | Charlotte Perrelli | Take Me to Your Heaven   | 1999 |
| 18 | Regno Unito | Inglese                      | Katrina Leskanich  | Love Shine a Light       | 1997 |
| 19 | Norvegia    | Inglese, sami settentrionale | Keiino             | Spirit in the Sky        | 2019 |
| 20 | Danimarca   | Inglese                      | Jørgen Olsen       | Fly on the Wings of Love | 2000 |
| 21 | Paesi Bassi | Olandese                     | Lenny Kuhr         | De troubadour            | 1969 |
| 22 | Paesi Bassi | Olandese                     | Ruth Jacott        | Vrede                    | 1993 |
| 23 | Germania    | Tedesco, olandese            | Nicole             | Ein bißchen Frieden      | 1982 |
| 24 | Irlanda     | Inglese                      | Johnny Logan       | What's Another Year      | 1980 |
| 24 | Irlanda     | Inglese                      | Johnny Logan       | Hold Me Now              | 1987 |
| 25 | Irlanda     | Inglese                      | Linda Martin       | Why Me?                  | 1992 |
| 26 | Israele     | Ebraico, inglese             | Gali Atari         | Hallelujah               | 1979 |
| 27 | Israele     | Inglese                      | Netta              | Toy                      | 2018 |
| 28 | San Marino  | Inglese                      | Serhat             | Say Na Na Na             | 2019 |
| 29 | Azerbaigian | Inglese                      | Ell & Marlayne     | Running Scared           | 2011 |
| 30 | Italia      | Italiano                     | Mahmood            | Soldi                    | 2019 |
| 31 | Ucraina     | Tedesco, inglese             | Vjerka Serdjučka   | Dancing Lasha Tumbai     | 2007 |
| 32 | Cipro       | Inglese                      | Eleni Foureira     | Fuego                    | 2018 |
| 33 | Svezia      | Inglese                      | Loreen             | Euphoria                 | 2012 |

## Trasmissione
L'evento è stato trasmesso dal vivo da AVROTROS e in differita da diverse altre emittenti dell'Unione europea di radiodiffusione (UER):
| Paese       | Emittente | Stazione     |
| ----------- | --------- | ------------ |
| Australia   | SBS       | SBS Viceland |
| Grecia      | ERT       | ERT1         |
| Paesi Bassi | NPO       | NPO 3        |
| Paesi Bassi | NPO       | BVN          |